# Mahmoud Hammoud
Mahmud Hammud (arabisch محمود حمود, DMG Maḥmūd Ḥammūd; * 1935 in Kfarkila, Distrikt Mardschajoun im südlichen Libanon; † 8. Mai 2018) war ein Karrierediplomat und Außenminister des Libanon. Hammud war ein schiitischer Muslim.
Er diente als Botschafter in den Vereinigten Arabischen Emiraten (1978 bis 1983), der Bundesrepublik Deutschland (1983 bis 1985), der Sowjetunion und Finnland (1986 bis 1990) und im Vereinigten Königreich (1990–1999) und gehört zu den pro-syrischen Politikern.
Im Oktober 2000 wurde Hammud zum ersten Mal Außenminister. Nach einer Kabinettsumbildung im April 2003 wurde er Verteidigungsminister. Nach der Ernennung von Omar Karami zum libanesischen Ministerpräsidenten im Oktober 2004 wurde er erneut zum Außenminister ernannt. Karami und sein Kabinett traten aufgrund der Zedernrevolution im März 2005 zurück. Sein Nachfolger wurde Fawzi Salloukh.